# 30 Juni Stadion
Het 30 Juni Stadion is een multifunctioneel stadion in Caïro, de hoofdstad van Egypte. Het wordt meestal gebruikt voor voetbalwedstrijden. Er worden wedstrijden gespeeld uit de Egyptische Premier League. In het stadion is plaats voor 30.000 toeschouwers.

## Ramp in 2015
Op 8 februari 2015 werden 28 mensen gedood in dit stadion bij een wedstrijden tussen Al-Zamalek en ENPPI. Dat gebeurde bij een confrontatie tussen toeschouwers en de politie. Bij de wedstrijd waren te veel fans aanwezig en die konden niet allemaal in het stadion toegelaten worden. Vooral ook omdat heel veel van hen geen kaartje had. Toen een menigte toch probeerde het stadion binnen te komen besloot de politie onder andere traangas in te zetten. In de hectiek die vervolgens ontstond vielen de doden. Ondanks het geweld buiten het stadion ging de wedstrijd binnen toch door. Een speler van Zamalek, Omar Gaber, weigerde te spelen toen hij hoorde van de gebeurtenissen buiten het stadion. De president van de FIFA, Sepp Blatter, bracht zijn condoleances over aan de voorzitter van de Egyptische voetbalbond (EFA). Hij bood tegelijkertijd hulp van de FIFA aan.